# Hypothyris micheneri
Hypothyris micheneri är en fjärilsart som beskrevs av Fox och Real 1971. Hypothyris micheneri ingår i släktet Hypothyris och familjen praktfjärilar. Inga underarter finns listade i Catalogue of Life.